# Mantoididae
De Mantoididae zijn een familie van insecten uit de orde bidsprinkhanen (Mantodea). 

## Geslachten
- Mantoida
- Paramantoida